# Joachim von Ahlefeldt (1650–1701)
Joachim von Ahlefeldt (* 1650; † 15. März 1701) war Amtmann von Cismar, Oldenburg, Neustadt und Fehmarn ab 1690 und schleswig-holsteinischer Landrat ab 1693.
Er war Sohn des Claus von Ahlefeldt (* 1610; † 31. Januar 1674) auf Gelting und Herr auf Brunsholm, Gelting, Fresenhagen, Klein-Nordsee und Priesholz. Joachim von Ahlefeldt war zudem Kammerherr, Landrat und Amtmann des Amtes Cismar in Holstein, er war verheiratet mit Sophie Amalie von Ahlefeldt (1651–1720), Tochter des Detlev von Ahlefeldt und der Ida von Pogwisch (1619–1679).   